# كنغر جرذي
الكنغر الجرذي (الاسم العلمي:Hypsiprymnodon) (بالإنجليزية: Rat-kangaroo)‏ هو جنس جرابي يتبع فصيلة الكناغر الجرذية المسكية من كنغريات الشكل. يضم نوع وحيد باقي هو الكنغر الجرذي المسكي. ويشمل الجنس أربعة أنواع أحفورية معروفة.

## التصنيف
- فصيلة الكناغر الجرذية المسكية[2]
  - أسرة الكنغراوات الجرذية المسكية
    - جنس الكنغر الجرذي
      - "الكنغر الجرذي المسكي
      - † الكنغر الجرذي البارثولومي
      - † الكنغر الجرذي الفيلكريسري
      - † الكنغر الجرذي الدنيسي
      - † الكنغر الجرذي الكارينبلاكي

    - أسرة †عوماوات الأرجل الأولية